# Лома Линда (Тексас)
Лома Линда (енгл. Loma Linda) насељено је место без административног статуса у америчкој савезној држави Тексас.

## Демографија
По попису из 2010. године број становника је 122.
| Група             | 2000.    | 2010.      |
| Белци             | 0 (0,0%) | 30 (24,6%) |
| Афроамериканци    | 0 (0,0%) | 6 (4,9%)   |
| Азијати           | 0 (0,0%) | 0 (0,0%)   |
| Хиспаноамериканци | 0 (0,0%) | 85 (69,7%) |
| Укупно            | 0        | 122        |